# Gilbert Bauvin
Gilbert Bauvin, né le 4 août 1927 à Lunéville en Meurthe-et-Moselle, est un ancien coureur cycliste professionnel français. Il finit deuxième du Tour de France 1956.

## Repères biographiques
Le vélo est le principal, voire l'unique moyen de locomotion dans les années 1940. Gilbert Bauvin l'utilise pour aller travailler, ou vaquer à ses occupations. De nombreuses compétitions de cyclisme sont organisées. Pratiquement chaque dimanche, une course est disputée. À dix-huit ans, le président de la Vedette Cyclo Lunévilloise, club cycliste de sa ville natale, lui propose de participer à l'une d'entre elles. Nonobstant une crevaison, il parvient à terminer deuxième. Malgré les réticences de son père, l'apprenti mécanicien décide de faire de la compétition. En 1947, il remporte l'épreuve, aujourd'hui disparue, Nancy-Strasbourg. Selon lui, cela reste son meilleur souvenir avec son premier maillot jaune, il avait disputé la course avec le vélo de son grand-père. D'une famille modeste, il payait lui-même pièces et boyaux, sa mère l'aidait comme elle pouvait.
Il fait ses débuts dans le peloton cycliste professionnel en 1950, en intégrant la meilleure équipe de la région Nancia. Il reste cinq ans dans cette formation, avant de signer chez Saint-Raphaël-R.Géminiani. Il y dispute six saisons jusqu'en 1960, date à laquelle, il quitte le cyclisme professionnel. Il courra la bagatelle de neuf Tours de France et terminera trois fois dans les dix premiers.
En 1950, engagé dans la sélection régionale Île de France - Nord-Est, il termine son premier Tour à l'antépénultième place. De nombreux ennuis mécaniques (bris du guidon, de la fourche...) l'obligent à attendre plusieurs fois la voiture-balai, pour pouvoir changer de vélo. Premier Nancéien à faire le Tour, à son retour, il est accueilli par un public nombreux. En 1951, pour sa deuxième Grande Boucle, il endosse le maillot jaune pour une journée. Lors de la treizième étape, il prend part à une échappée (avec notamment Raphaël Géminiani). À l'arrivée à Tarbes, ils ont neuf minutes d'avance sur le groupe des favoris, largement suffisant pour prendre la tête de la course. L'orchestre Astoria lui dédiera d'ailleurs une chanson Gloire au petit Lorrain, pour cet exploit.
Dans le Tour de France 1954, il réussit une traversée des Pyrénées remarquable. Bauvin gagne à Bayonne et le lendemain, termine deuxième à Pau. Le troisième jour, il s'impose à Luchon, devant Federico Bahamontes, dans une étape où les coureurs avaient franchi le Tourmalet, l'Aspin et Peyresourde, ce qui lui permet de prendre la tête de la course pour deux jours. Dans le Tour 1957, il s'octroie une autre victoire d'étape. L'année suivante, il gagne sa quatrième et dernière étape au Tréport, puis deux jours plus tard, il se vêt de son quatrième et dernier maillot jaune. Selon lui, le meilleur coureur cycliste qu'il a affronté est Fausto Coppi (« Coppi, c'était la classe ! »).
En 1963, Pierre Weber, le maire de Nancy, qui le lui avait promis, lui attribue un numéro de taxi. Pendant vingt-six ans, il effectue cette activité de chauffeur de taxi, dans la préfecture de Meurthe-et-Moselle. Jusqu'en 1998-1999, il a continué de rouler sur des vélos des années 1950, refusant le modernisme des bicyclettes actuelles. Des problèmes de hanche et l'implant d'une prothèse lui ont fait raccrocher définitivement.

### Tour de France 1956
Bien qu'il termine deuxième, ce Tour de France reste une profonde amertume dans le souvenir de Gilbert Bauvin. Il le dispute avec l'équipe de France qui a pour leader André Darrigade. Celui-ci a pour secret espoir de remporter l'épreuve bien que souffrant de profondes lacunes en montagne. Lors de la septième étape, un coureur attaque, Bauvin fait son travail d'équipier et le prend en chasse. L'échappée prend une ampleur considérable, et sans y participer, l'écart à l'arrivée est de 18 min 46 s, en défaveur de Darrigade. Dans l'étape Luchon - Toulouse, Bauvin chute dans la descente du col de Latrape, son équipe ne l'attend pas, occupée à préparer le sprint pour Darrigade. Seuls Géminiani, Malléjac et Barbotin tentent de l'aider, Bauvin perd 3 min 46 s sur Roger Walkowiak. Selon Géminiani, si toute l'équipe l'avait attendu, il aurait gagné le Tour. Car à Paris, Bauvin finira à seulement 1 min 25 s du Montluçonnais.

## Palmarès sur route
| - 1947 - Nancy-Strasbourg - 1949 - Championnat de Lorraine indépendants - Circuit de la Meuse - 1re étape du Tour de Belgique indépendants - Tour des Vosges - Tour de Lorraine - 1950 - 2e du Grand Prix de Thizy - 3e du GP Wolber indépendants - 1951 - 3e étape du Circuit de Bourgogne - 2e et 4e étapes du Circuit des six provinces - 3e étape du Circuit de Côte-d'Or - 2e de Nice-Mont Agel - 8e du Tour de France - 1952 - 6e étape du Circuit des six provinces - Tour du Doubs - 2e du Tour du Sud-Est - 1953 - 3e de Paris-Camembert - 9e de Paris-Roubaix - 1954 - Grand Prix de Cannes - Paris-Camembert - Bourg-Genève-Bourg - 10e et 12e étapes du Tour de France - Nancy-Dijon - 3e du Grand Prix de Monaco - 3e du Tour de l'Oise et de la Somme - 10e du Tour de France | - 1955 - 5e étape de Paris-Nice - 1re et 2e étapes du Tour d'Espagne - 2e de Gênes-Nice - 3e de Paris-Bourges - 8e de Milan-San Remo - 1956 - 11e étape du Tour d'Espagne - Circuit du Cher - 2e du Tour de France - 7e du Tour d'Espagne - 10e de Paris-Roubaix - 1957 - Grand Prix de Monaco - 11e étape du Tour d'Espagne - 5e étape du Tour de France - 3e de Gênes-Nice - 1958 - Grand Prix de Nice - Tour de Romandie : - Classement général - 3eb étape (contre-la-montre) - 3e étape du Tour de France - 2e du Grand Prix de Cannes - 9e de Milan-San Remo - 1959 - 2e du Grand Prix d'Aix-en-Provence - 2e du Grand Prix d'Antibes |  |

## Résultats sur les grands tours

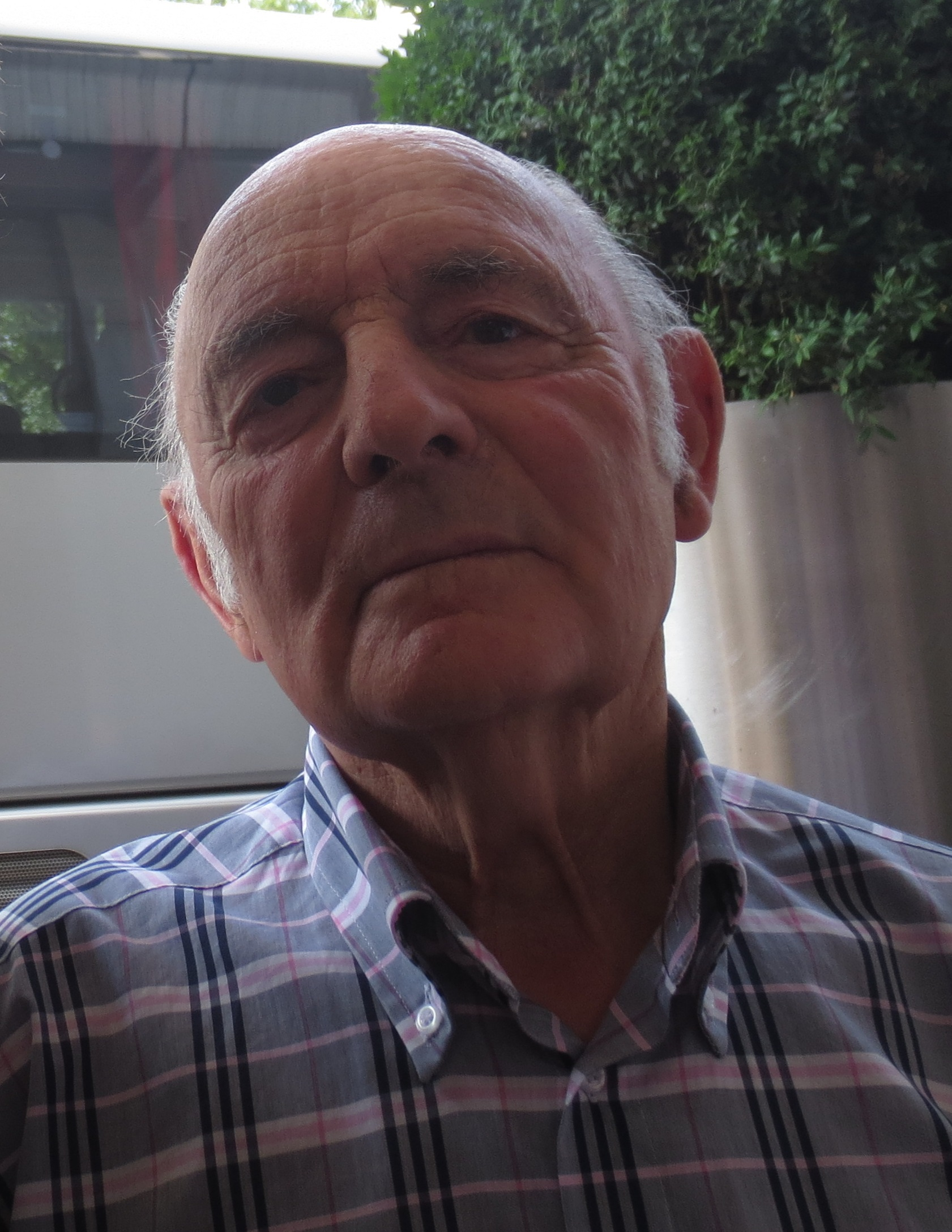
Gilbert Bauvin en 2013.

### Tour de France
9 participations
- 1950 : 49e
- 1951 : 8e,  maillot jaune pendant 1 jour
- 1952 : 32e
- 1953 : 16e
- 1954 : 10e, vainqueur des 10e et 12e étapes,  maillot jaune pendant 2 jours
- 1955 : 18e
- 1956 : 2e
- 1957 : 14e, vainqueur de la 5e étape
- 1958 : 15e, vainqueur de la 3e étape,  maillot jaune pendant 1 jour

### Tour d'Espagne
4 participations
- 1955 : 36e, vainqueur des 1re et 2e étapes,  maillot jaune pendant 2 jours
- 1956 : 7e, vainqueur de la 11e étape
- 1957 : 24e, vainqueur de la 11e étape
- 1959 : abandon (17e étape)

## Palmarès en cyclo-cross
- 1952-1953
  - 2e du championnat de France de cyclo-cross
  -  Médaillé d'argent du championnat du monde de cyclo-cross